# Kanton Weißenborn
Der Kanton Weißenborn war eine Verwaltungseinheit im Distrikt Duderstadt des Departements des Harzes im napoleonischen Königreich Westphalen. Hauptort des Kantons und Sitz des Friedensgerichtes war Weißenborn im heutigen thüringischen Landkreis Eichsfeld. Das Gebiet des Kantons umfasste fünf Orte im heutigen Freistaat Thüringen und drei Orte im heutigen Land Niedersachsen (alle zum Eichsfeld gehörig).
Zum Kanton gehörten die Ortschaften:

- Weißenborn mit Gerode
- Bischofferode
- Brochthausen
- Fuhrbach
- Holungen
- Jützenbach
- Langenhagen
- Lüderode